# Gulbukig flugskvätta
Gulbukig flugskvätta (Cryptomicroeca flaviventris) är en fågel i familjen sydhakar inom ordningen tättingar.

## Utseende och läte
Gulbukig flugskvätta är en liten och mestadels gråaktig tätting med upprätt hållning och kort näbb. Karakteristiskt är gult på buken och en liten vitare fläck på strupen. Den behagliga sången består av en mix av ljusare hesa visslingar och mörkare klingande melodier.

## Utbredning och systematik
Gulbukig flugskvätta förekommer i skogar på ön Nya Kaledonien. Tidigare placerades den i släktet Eopsaltria. Numera lyfts den dock oftast ut till ett eget släkte efter genetiska studier.

## Levadssätt
Gulbukig flugskvätta hittas i företrädesvis ursprungliga dvärgväxta skogar och skogsbryn. Där ses den vanligen lågt i tät undervegetation.

## Status
Trots det begränsade utbredningsområdet och att den tros minska i antal anses beståndet vara livskraftigt av internationella naturvårdsunionen IUCN. 